# O Berço da Desigualdade
O berço da desigualdade, título do livro de Sebastião Salgado e do ex-ministro da educação e senador Cristovam Buarque, lançado pela Unesco em parceria com a fundação Santillana (2005).
Os textos de Cristovam Buarque e as fotos de Sebastião Salgado denunciam a crise mundial da educação no Brasil e em países como Quênia, Afeganistão e Peru. Mostram o berço dos pobres do mundo, denunciam a precariedade das escolas sem prédios, sem equipamentos, com professores mal remunerados que preparam crianças para a exclusão, e não para a inclusão. 